# 聖加布里埃爾達卡紹埃拉
0°7′48″N 67°5′20″W / 0.13000°N 67.08889°W

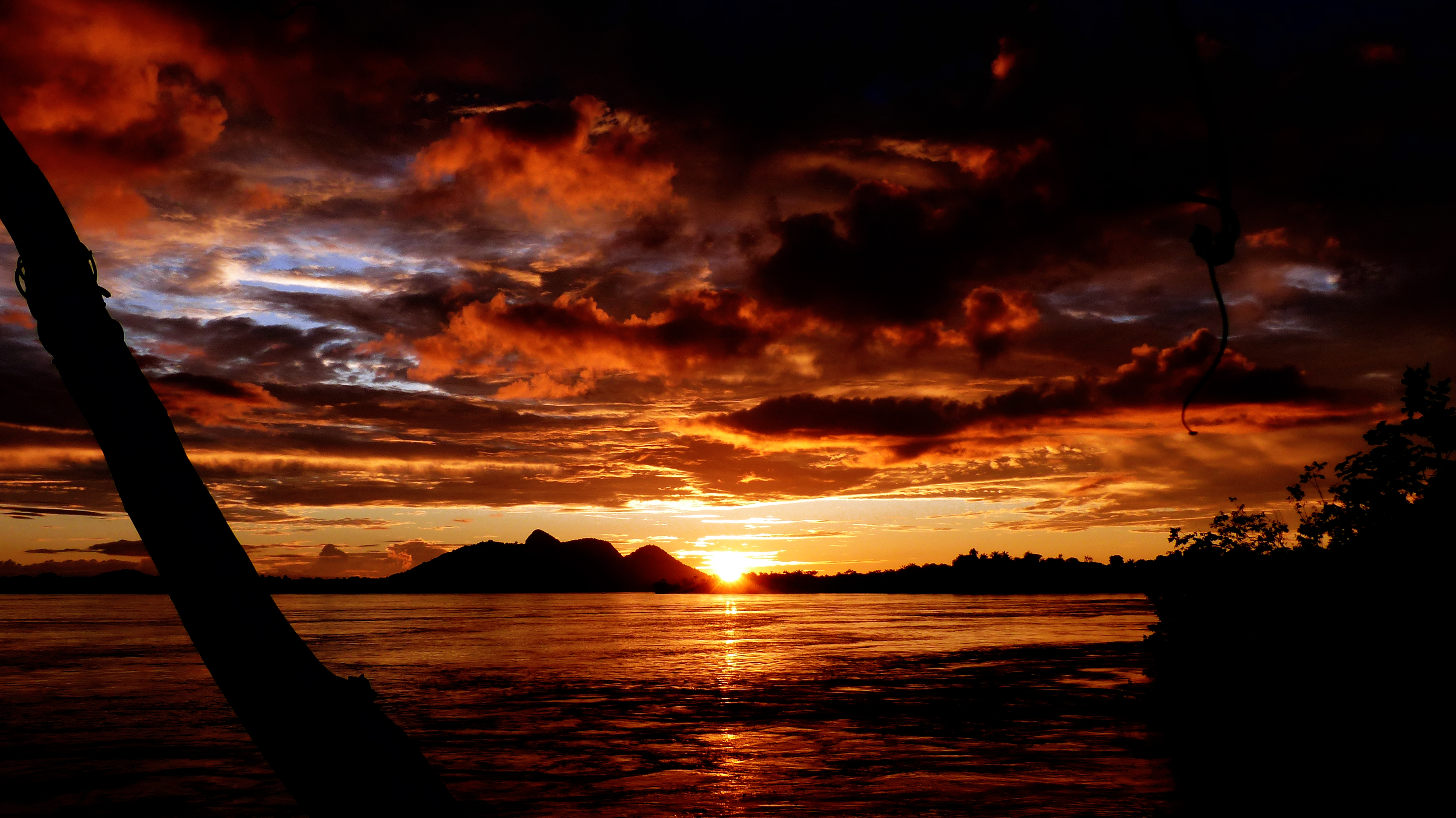
聖加布里埃爾達卡紹埃拉

聖加布里埃爾達卡紹埃拉（葡萄牙語：São Gabriel da Cachoeira）是巴西的城鎮，位於該國北部，由亞馬遜州負責管轄，始建於1668年9月3日，面積109,185平方公里，海拔高度92米，2008年人口40,806，人口密度每平方公里0.31人。